# Cynthia inornata
Cynthia inornata är en fjärilsart som beskrevs av Bramson 1886. Cynthia inornata ingår i släktet Cynthia och familjen praktfjärilar. Inga underarter finns listade i Catalogue of Life.